# Modern&Classic
「Modern&Classic」（モダン・クラシック）は、河出書房新社が発行する20世紀の海外文学の叢書。判型は四六判。
2003年から開始。現在までに22冊刊行されている。

## ラインナップ
- 『ロサリオの鋏』ホルヘ・フランコ 著 田村さと子 訳 2003年12月

- 『すべての小さきもののために』ウォーカー・ハミルトン 著 北代美和子 訳 2004年1月
- 『年老いた子どもの話』ジェニー・エルペンベック 著 松永美穂 訳 2004年2月
- 『月ノ石』トンマーゾ・ランドルフィ 著 中山エツコ 訳 2004年4月
- 『ベル・ジャー』シルヴィア・プラス 著 青柳祐美子 訳 2004年6月
- 『天使はポケットに何も持っていない』ダン・ファンテ 著 中川五郎 訳 2004年7月
- 『9歳の人生』ウィ・ギチョル 著 清水由希子 訳 2004年9月
- 『ブラック・ヴィーナス』アンジェラ・カーター 著 植松みどり 訳 2004年12月
- 『ヤング・アダム』アレグザンダー・トロッキ 著 浜野アキオ 訳 2005年1月
- 『待ち合わせ』クリスチャン・オステール 著 宮林寛 訳 2005年4月
- 『トラウマ・プレート』アダム・ジョンソン 著 金原瑞人／大谷真弓 訳 2005年5月
- 『カレーソーセージをめぐるレーナの物語』ウーヴェ・ティム 著 浅井晶子 訳 2005年6月
- 『夏の家、その後』ユーディット・ヘルマン 著 松永美穂 訳 2005年7月
- 『大西洋の海草のように』ファトゥ・ディオム 著 飛幡祐規 訳 2005年8月
- 『なつかしく謎めいて』アーシュラ・K・ル＝グウィン 著 谷垣暁美 訳 2005年11月
- 『小鳥はいつ歌をうたう』ドミニク・メナール 著 北代美和子 訳 2006年1月
- 『口ひげを剃る男』エマニュエル・カレール 著 田中千春 訳 2006年6月
- 『エルサレムの秋』アブラハム・B・イェホシュア 著 母袋夏生 訳 2006年11月
- 『アメリカにいる、きみ』チママンダ・ンゴズィ・アディーチェ 著 くぼたのぞみ 訳 2007年9月
- 『ファラゴ』ヤン・アペリ 著 大浦康介 訳 2008年1月
- 『スコルタの太陽』ロラン・ゴデ 著 新島進 訳 2008年6月
- 『ノック人とツルの森』アクセル・ブラウンズ 著 浅井晶子 訳 2008年8月